# Sajid
Sajid je jedan od Farasanskih otoka u Saudijskoj Arabiji, koji se nalazi u Crvenom moru. Površina otoka je 156 km2, a duljina obale 82.7 km.